# الصالح إسماعيل
أبو الفتوح إسماعيل بن نور الدين محمود بن عماد الدين بن آق سنقر الزنكي (558 هـ - 577 هـ / 1163م – 1181م) أخر ملوك الدولة الزنكية في الشام ومصر، تولى الحكم بعد وفاة والده عام 569 هـ وهو ابن إحدى عشر عاماً قال عنه الذهبي: «كَانَ شَابّاً، دَيِّناً، خَيّراً، عَاقِلاً، بَدِيْع الْجمال، محبَّباً إِلَى الرَّعِيَّةِ وَإِلَى الأُمَرَاءِ».

## وفاته
توفي إسماعيل في حلب عام 577 هـ وتذكر بعض المصادر أنه مات مسموما. قال ابن الأثير الجزري: «توفي الصالح إسماعيل بن نور الدين الزنكي في رجب عام 577 هـ وعمره تسع عشرة عاماً، ولما أشتد مرضه وصف له الأطباء الخمر للتداوي، فأبى ذلك وقال: والله لا لقيت الله سبحانه وتعالى وقد أستعملت ماحرمه علي ولم يشربها».

## في السينما والتلفزيون
- مسلسل صلاح الدين الأيوبي وقام بدوره الممثل فادي الشامي.